# Jiří Holeček
Jiří Holeček (* 18. März 1944 in Prag) ist ein ehemaliger tschechoslowakischer Eishockeytorwart, der über viele Jahre in der tschechoslowakischen Eishockeynationalmannschaft spielte und mit dieser zahlreiche Medaillen bei internationalen Turnieren gewann.

## Karriere
Nachdem er als Stürmer mit dem Eishockey bei Tatra Smíchov begonnen hatte, wechselte er mit 13 Jahren auf die Position des Torwarts. Er wechselte von den Bohemians Prag zu den Junioren von Slavia Prag. Dort spielte er bis 1963. Dann wechselte er in den slowakischen Teil der Tschechoslowakei zu Dukla Košice, das 1967 in VSŽ Košice umbenannt wurden.
1966 wurde er zum Torwart der tschechoslowakischen Eishockeynationalmannschaft. Hier bildete er mit Vladimír Dzurilla ein hervorragendes Duo, bei dem er ab den 1970er Jahren die Nummer eins war. Er wurde erstmals 1972 Weltmeister und gewann auch bei den Olympischen Spielen in Sapporo die Bronzemedaille. Ab 1973 spielte er für Sparta Prag. Bei seinen zweiten Olympischen Spielen 1976 in Innsbruck gewann sein Team Silber und die Eishockey-Weltmeisterschaft 1976 brachte ihm den zweiten Weltmeister-Titel. Als sein Team beim Canada Cup 1976 den zweiten Platz belegte, war er hinter Dzurilla nur die Nummer zwei. Den Weltmeistertitel konnten die Tschechoslowaken bei der Eishockey-Weltmeisterschaft 1977 verteidigen. 1978 wurde er zum fünften Mal als bester Torwart einer WM ausgezeichnet und ins All-Star Team gewählt.
Wegen seiner großen Erfolge erlaubte man ihm 1978 den Wechsel nach Deutschland. Hier spielte er in der 2. Bundesliga für den EHC 70 München. Nachdem er die Münchner in seiner zweiten Saison in die erste Liga geführt hatte, wechselte er wieder in die 2. Liga zum EHC Essen, wo er 1981 seine Karriere beendete.
Er kehrte in seine Heimat zurück und war dort als Torwarttrainer tätig. So war er auch an der Ausbildung von Dominik Hašek beteiligt. Später war er Torwarttrainer beim HC Hvězda Prag. 1998 ehrte man ihn mit der Aufnahme in die IIHF Hall of Fame. Heute betreibt er mit Lukáš Mensator die Goalie Academy International.

## Sportliche Erfolge
- Olympische Silbermedaille: 1976
- Olympische Bronzemedaille: 1972
- Eishockey-Weltmeister: 1972, 1976 und 1977

### Persönliche Auszeichnungen
- Bester Torwart der WM: 1971, 1973, 1975, 1976 und 1978
- WM All-Star Team: 1971, 1972, 1973, 1976 und 1978
- Zlatá hokejka (goldener Hockeyschläger): 1974